# Les Salles-Lavauguyon
 Les Salles-Lavauguyon  (en occitano Las Salas la Vau Guion) es una población y comuna francesa, situada en la región de Lemosín, departamento de Alto Vienne, en el distrito de Rochechouart y cantón de Rochechouart.

## Demografía
| 356 | 332 | 295 | 233 | 210 | 198 | xx |
| Para los censos de 1962 a 1999 la población legal corresponde a la población sin duplicidades (Fuente: INSEE [Consultar]) |     |     |     |     |     |    |